# Leodora valida
Leodora valida är en ringmaskart som först beskrevs av Verrill in Smith och Harger 1874.  Leodora valida ingår i släktet Leodora och familjen Serpulidae. Inga underarter finns listade i Catalogue of Life.